# Hans-Joachim Schulze (Künstler)
Hans-Joachim Schulze, auch Hans Schulze, (* 17. August 1951 in Schalkau; † 23. August 2017 in Berlin) war als Maler, Aktionskünstler und Begründer der Gruppe 37,2 eine bedeutende und legendäre Persönlichkeit der oppositionellen Kunstszene in der DDR.

## Leben und Werk
Schulze wuchs elternlos im thüringischen Schalkau auf, lernte Zimmermann, arbeitete als Nachtwächter in Sonneberg und saß 1973 für einige Wochen im Gefängnis. Danach musste er seinen Grundwehrdienst bei der Nationalen Volksarmee ableisten. Von 1975 bis 1981 studierte er an der Hochschule für Grafik und Buchkunst Leipzig, u. a. bei Hans Mayer-Foreyt. 1979 wurde er der erste Schüler in Hartwig Ebersbachs Experimentalklasse. Mit Ebersbach und anderen gründete er erst einen Arbeitskreis und im Sommer 1982 die Gruppe 37,2, zu deren Kern neben den beiden auch noch der Fotograf Peter Oehlmann, die Psychologin Annelie Harnisch, die Fotografin Gunda Schulze und die Kybernetikerin Brunhild Matthias gehörten. Als Diplom 1981 präsentierte er keine fertigen Werke, sondern einen Raum voller fertiger und halbfertiger Arbeiten und Fotodokumente seiner aktionistischen Praxis als Dokumentation eines Arbeitsprozesses. Ein Experiment, für das Schulze – einzigartig in der Geschichte der Hochschule – ein Diplom ohne Bewertung erhielt. Zwischen 1982 und 1985 fanden 27 Happenings ähnliche Performances der Gruppe 37,2 in Karl-Marx-Stadt, Leipzig, Halle und Berlin statt. Darunter die vierteilige Reihe Akustische Aspekte I–IV im Kulturhaus Nationale Front in Leipzig von 1982 bis 1983. Während der als Analyseprozesse gedachten Performances, die kollektive Energien freisetzen sollten, improvisierten Freejazzer wie Manfred Schulze, Manfred Hering und Joe Sachse, Wolfram Dix, Erwin Stache u. a. 1983 erhielt Schulze den Auftrag der FDJ-Bezirksleitung, einen Modelljugendklub für Leipzig-Grünau zu entwerfen. Als er 1984 mit Jugendlichen eine Wand des Grünauer Jugendklubs Am Übergang gestaltete, kam es zum Eklat mit den Kulturfunktionären der DDR. Schulze wurde geraten, seine Tätigkeiten einzustellen, woraufhin er keine Chance zur Verwirklichung seiner Ideen von Kunst und Kommunismus in der DDR mehr sah und 1985 nach Westdeutschland ausreiste. Noch vor seiner Ausreise trat Schulze gemeinsam mit den Wutanfall-Punkrockern Chaos und Zappa als Krachtrio Pffft...! bei einem legendären Auftritt im Rahmen des Performancekunstfestivals der oppositionellen DDR-Kunstszene Intermedia I 1985 in Coswig auf. Es folgten Stationen in London (1987–89) und San Francisco.
Seit 1990 wieder in Berlin beschäftigte er sich bis 1993 gemeinsam mit Renate Uhlmann und Robert Linke mit kurzen und sehr langen Opern. Mit Kassandra Bosell, Michael Pfender, Renate Uhlmann und Robert Linke arbeitete er von 1994 bis 1996 an dem Komplex Maths of Water und von 1996 bis 1998 mit Isa Adolphi an der Geschichte und Auflösung des Patriarchats. Ab 2000 arbeitet er mit Robert Linke an der ArbeitslosenOper. Vereinzelt publizierte er Aufsätze und Werke in den Prenzlauer Berger Szenemagazinen Gegner, Sklaven und Sklaven Aufstand. Seine letzte Einzelausstellung Göttinnen und Götter war 2008 in Künstlerhaus Bethanien in Berlin zu sehen.
Am 23. August 2017 starb Schulze.

## Ausstellungen
- 1986 Tiefe Blicke. Kunst aus Ost- und Westdeutschland, der Schweiz und Österreich, Hessisches Landesmuseum, Darmstadts
- 1997 Entwurf zu den Textschichtungen des I-Ging, Galerie Eigen+Art, Leipzig
- 2005 wollen sie eine biologische oder eine philosophische antwort, Galerie Heimspiel, Frankfurt/M. (mit Reiner Maria Matysik)
- 2008 Göttinnen und Götter, Künstlerhaus Bethanien, Berlin (Katalog)

## Schriften
- Hans Schulze, Microb und Mensch, in: Sklaven Nr. 32/33, 1997, S. 63
- Hans Schulze, Ökonomie und Geschlecht, in: Sklaven Nr. 34, 1997, S. 34–35
- Hans Schulze, Depersonalisierung aus Angst, in: Sklaven Nr. 38/39, 1997, S. 10–11
- Hans Schulze, B. Heisig und die Wirkungsgeschichte des Matriarchats, in: Sklaven Aufstand, Nr. 47/48, 1998, S. 17
- Hans Schulze, Über den Mondstaat, in: Gegner, Heft 1, 1999, S. 38
- Hans Schulze, Geschichte und Auflösung des Patriarchats, in: Gegner, Heft 6, 2000, S. 21–26
- Hans Schulze, Die Clavis Fichtiania des Jean Paul Friedrich Richter, in: Gegner, Heft 18, 2006, S. 66–68
- Hans Schulze, Fragmente zum Wasser, Gutleut Verlag, Frankfurt/M. 2005